# Motohiro Yamaguchi
Motohiro Yamaguchi (Gunma, 29. siječnja 1969.) japanski je nogometaš.

## Klupska karijera
Igrao je za: Yokohama Flügels, Nagoya Grampus Eight, Albirex Niigata i Yokohama FC.

## Reprezentativna karijera
Za japansku reprezentaciju igrao je od 1995. do 1998. godine. Odigrao je 58 utakmice postigavši 4 pogodaka.
S japanskom reprezentacijom Motohiro Yamaguchi igrao je na jednom svjetskom prvenstvu (1998.).

## Statistika
| Japan  | Japan | Japan |
| Godina | Nas.  | Gol.  |
| ------ | ----- | ----- |
| 1995.  | 14    | 1     |
| 1996.  | 13    | 2     |
| 1997.  | 22    | 1     |
| 1998.  | 9     | 0     |
| Ukupno | 58    | 4     |

## Vanjske poveznice
- National Football Teams
- Japan National Football Team Database